# Lospalos (Verwaltungsamt)
| \| \| |
|       |

|  |

Lospalos ist ein osttimoresisches Verwaltungsamt (portugiesisch Posto Administrativo) in der Gemeinde Lautém. Der Sitz der Verwaltung befindet sich im Suco Fuiloro im Ort Lospalos.

## Geographie

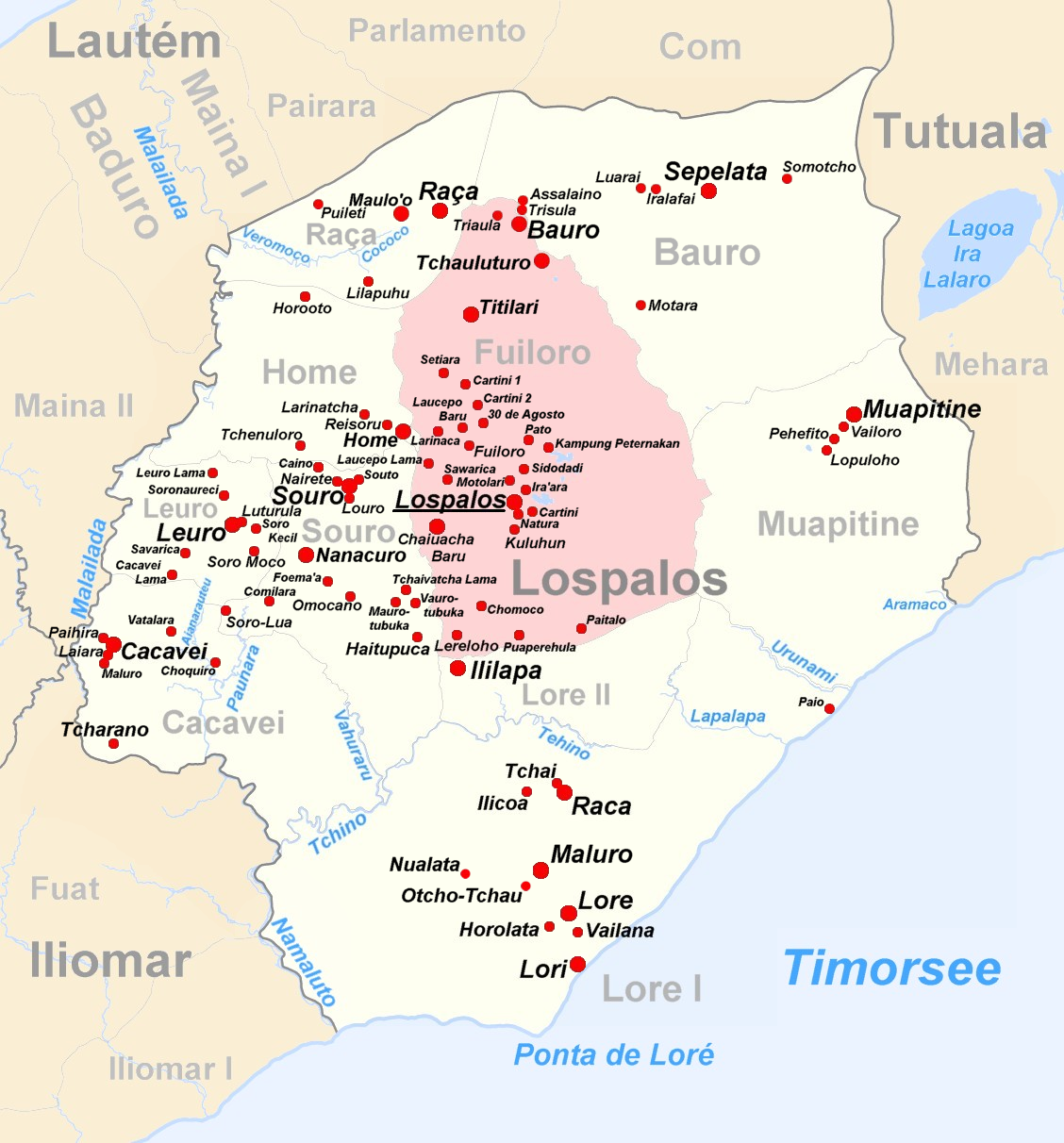
Lospalos vor der Gebietsreform 2015

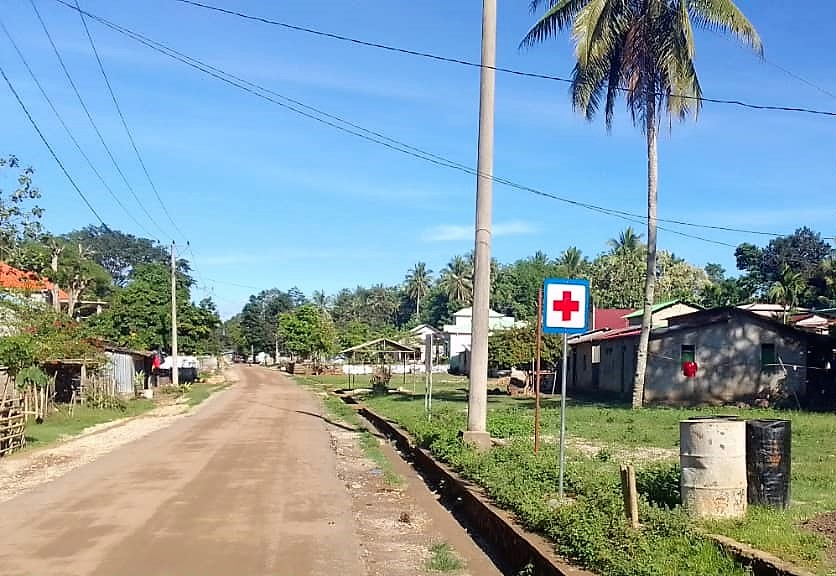
An der Straße von Fuiloro nach Home

Bis 2014 wurden die Verwaltungsämter noch als Subdistrikte bezeichnet. Vor der Gebietsreform 2015 hatte Lospalos eine Fläche von 623,93 km². Seit der Abtrennung Lorés 2022 als eigenes Verwaltungsamt sind es 554,57 km².
Lospalos teilt sich in acht Sucos: Bauro, Cacavei (Cacaven, Cacavem), Home, Fuiloro, Leuro, Muapitine, Raça (Raca) und Souro. Die Sucos Lore I und Lore II wurden am 1. Januar 2022 als neues Verwaltungsamt Loré von Lospalos abgetrennt.
Im Osten grenzt das in der Mitte der Gemeinde Lautém liegende Lospalos an das Verwaltungsamt Tutuala, im Norden und Westen an Lautém, im Südwesten an Iliomar und im Süden an die Timorsee. Der Nordosten des Verwaltungsamts ist Teil des Fuiloro-Plateaus, das aufgrund seiner Größe unmerklich von Nord nach Süd von 700 auf 500 m Höhe über dem Meer absinkt. Es ist das Überbleibsel einer urzeitlichen Lagune.
Der Suco Muapitine liegt am Südufer des Lagoa Ira Lalaro (auch Suro-bec), der mit 6,5 km Länge und 3 km Breite der größte See Osttimors ist. Aus ihm fließt in Richtung Süden der Irasiquero, der vor der Gebirgskette des Paitchau im Mainina-Loch, einem Ponor verschwindet. Nahe dem See befindet sich die Kalksteinhöhle Puropoko, in der sich unter anderem Fledermäuse und die endemische Geißelspinnenart Sarax timorensis finden lassen.

Klimadaten
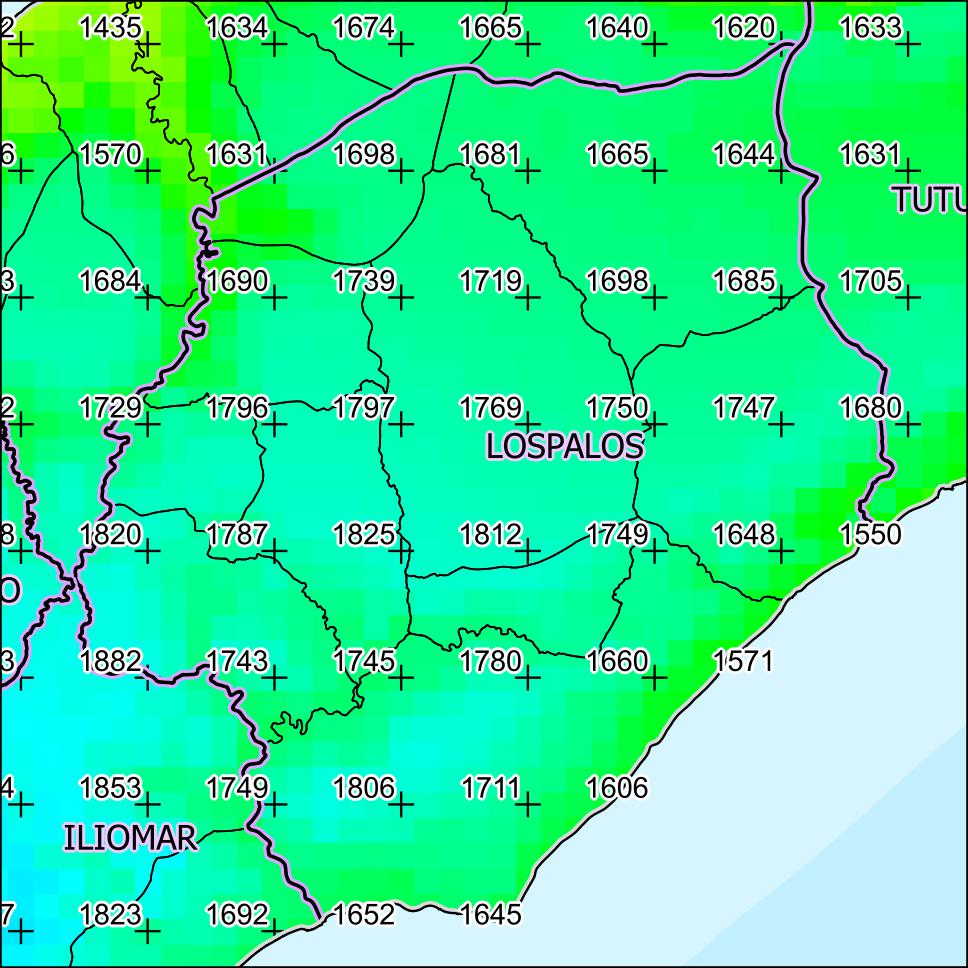
Jährliche Niederschlagsmenge (2000)
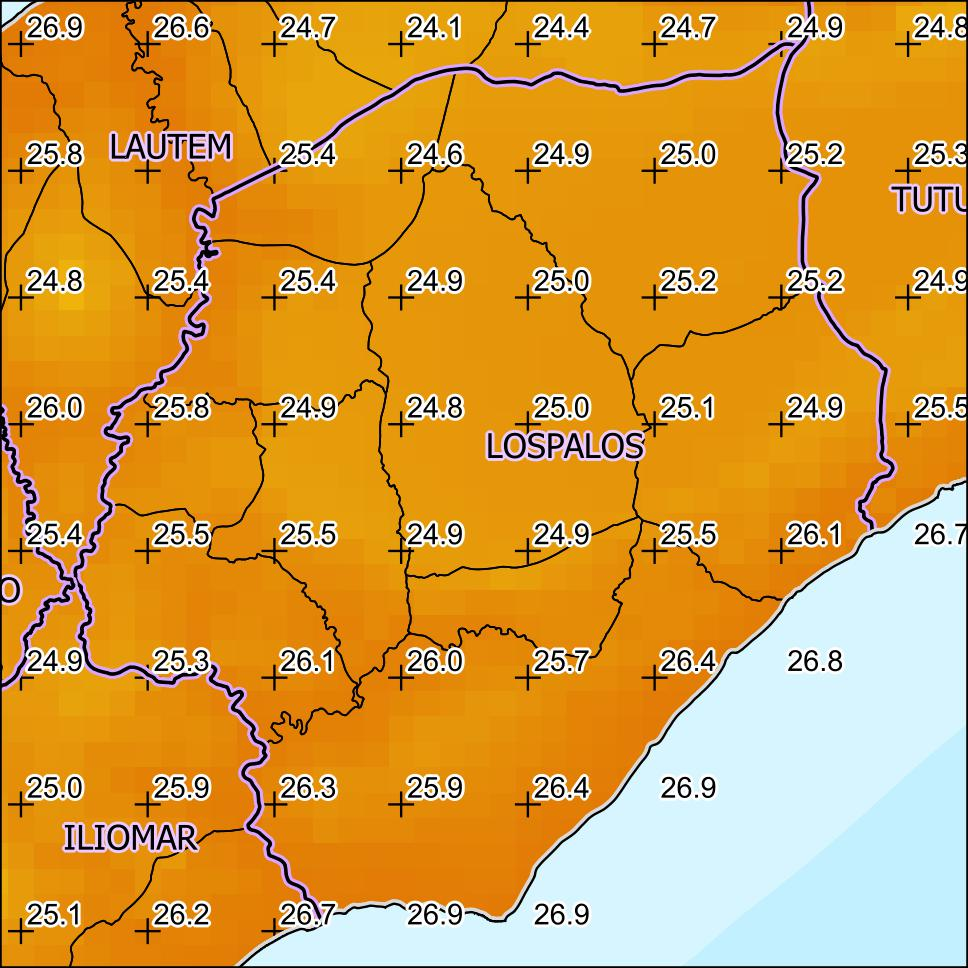
Jahresdurchschnitts-temperatur (2000)
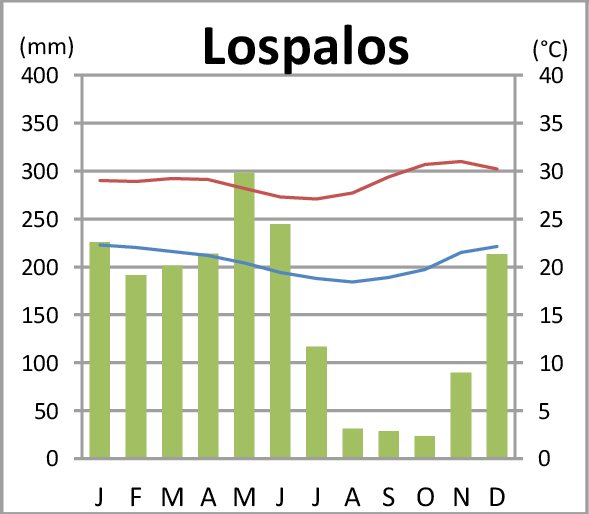
Klimadiagramm von Lospalos

## Einwohner
Lospalos hat 30.044 Einwohner (2022), davon sind 15.002 Männer und 15.042 Frauen. 12.782 von ihnen wohnen in einer urbanen Umgebung des Verwaltungsamtes. Im Verwaltungsamt gibt es 5.620 Haushalte. Die größte Sprachgruppe bilden die Sprecher der Nationalsprache Fataluku. Der Altersdurchschnitt beträgt 17,1 Jahre (2010, 2004: 16,8 Jahre).

## Geschichte

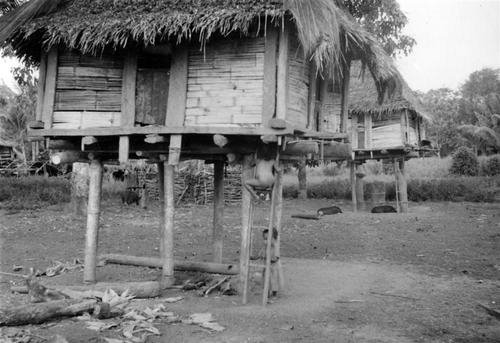
Hütten in Lospalos (1967)

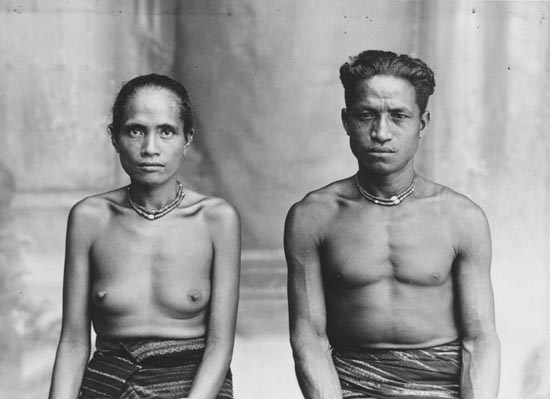
Einwohner von Fuiloro, Álbum Fontoura, vor 1940

In der Nähe des Dorfes Abisu in Fuiloro betrieben die japanischen Streitkräfte ab 1942 ein Flugfeld für schwere Bomber, weswegen Fuiloro immer wieder das Angriffsziel australischer Bomber war. Viele Timoresen bekämpften die japanischen Besatzungstruppen. Nach dem Krieg stellten die Portugiesen wieder ihre Herrschaft über die Kolonie her. 1948 wurde Lospalos, das ursprünglich Los Pala hieß, als Verwaltungssitz ausgebaut und löste damit den Ort Lautém ab.
Am 3. Februar 1976 nahmen indonesische Truppen Lospalos ein. Zwischen dem 5. und 8. August 1983 desertierten Hunderte von Mitgliedern von bewaffneten pro-indonesischen Milizen (Wanra, Hansip) aus Mehara, Leuro und Serelau und schlossen sich der FALINTIL an. In ihren Heimatorten führten die Indonesier Strafaktionen durch. Hunderte Frauen und andere Zurückgebliebene wurden auf Lastwagen zusammengetrieben und für mehrere Monate interniert. Es kam zu Folterungen und Vergewaltigungen. Später wurden mehrere hundert Familien auf die Insel Atauro zwangsumgesiedelt.
Am 7. Dezember 1983 wurden fünf Anhänger der FALINTIL in Muapitine öffentlich hingerichtet.
Am 29. Mai 1997 fanden Wahlen statt, bei denen Vertreter Osttimors für das indonesische Parlament gewählt werden sollten. Im Umfeld kam es landesweit zu mehreren Attacken auf die indonesische Besatzungsmacht und ihre Unterstützer. In Lospalos wurden der Bruder des Chefs des Distriktsparlaments und einige Lehrer erschossen. Zuvor hatten die Guerilleros in Muapitine drei Menschen ermordet.
1999 kam es in Lospalos und der restlichen Gemeinde im Umfeld des Unabhängigkeitsreferendums in Osttimor zu zahlreichen Morden durch Soldaten des Infanteriebataillons 745 und die pro-indonesische Miliz Team Alfa.

## Politik

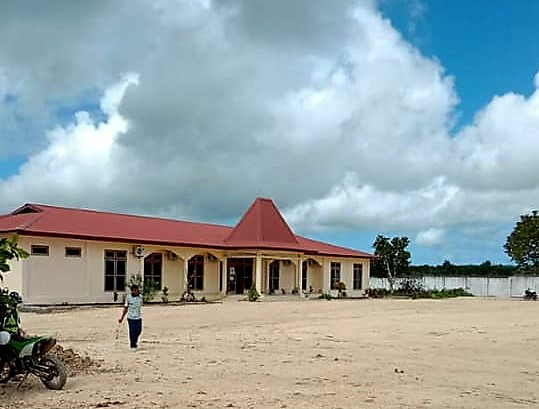
Sitz des Verwaltungsamts Lospalos

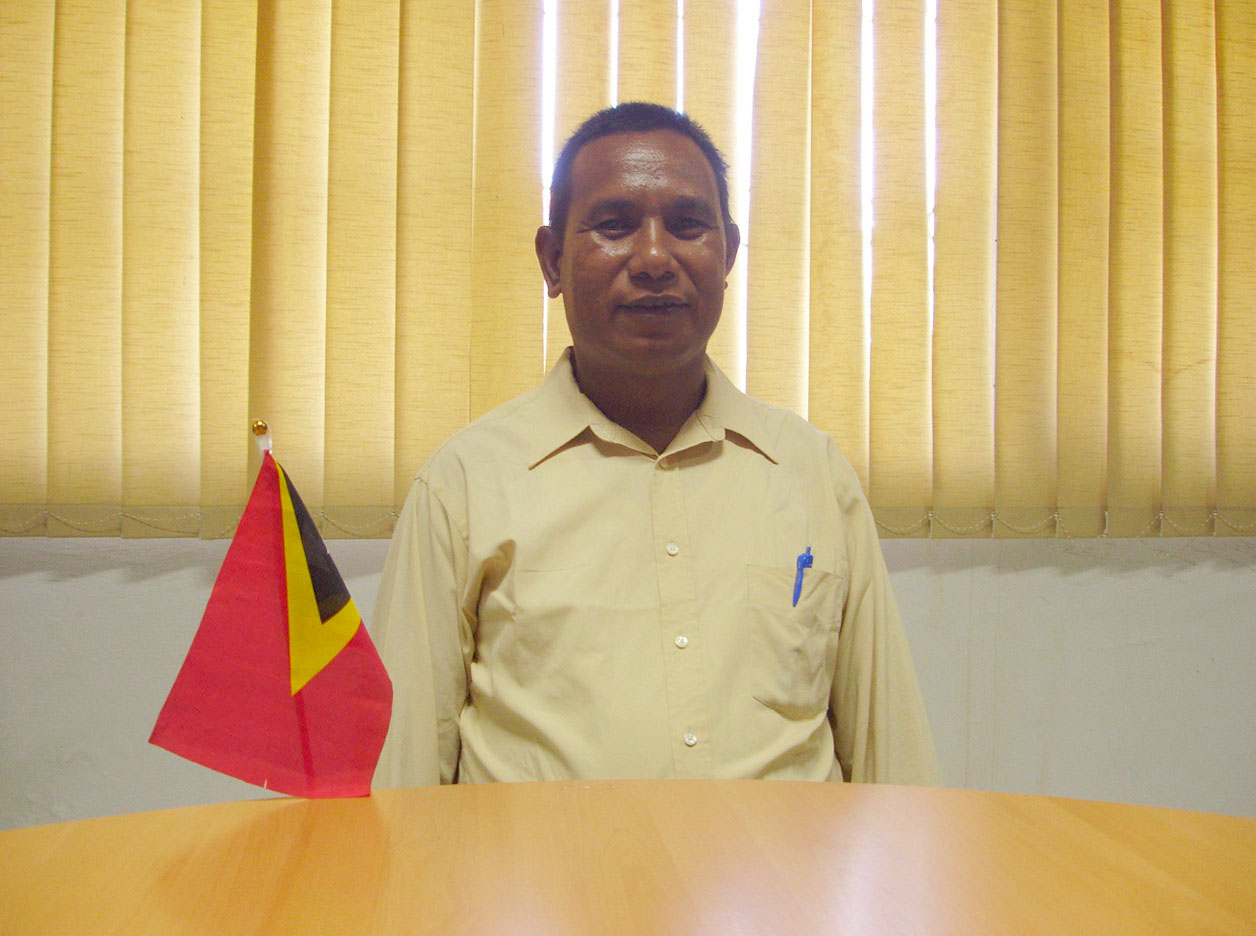
Administrator Domingos dos Santos (2013)

Der Administrator des Verwaltungsamts wird von der Zentralregierung in Dili ernannt. Während der Übergangsverwaltung der Vereinten Nationen für Osttimor (UNTAET) war Albina Marçal Freitas Administratorin von Lospalos. 2015 war dies Domingos dos Santos, 2016 Tadeo Lopes. 2021 wurde Dinis dos Santos Baptista zum Administrator ernannt.

## Wirtschaft

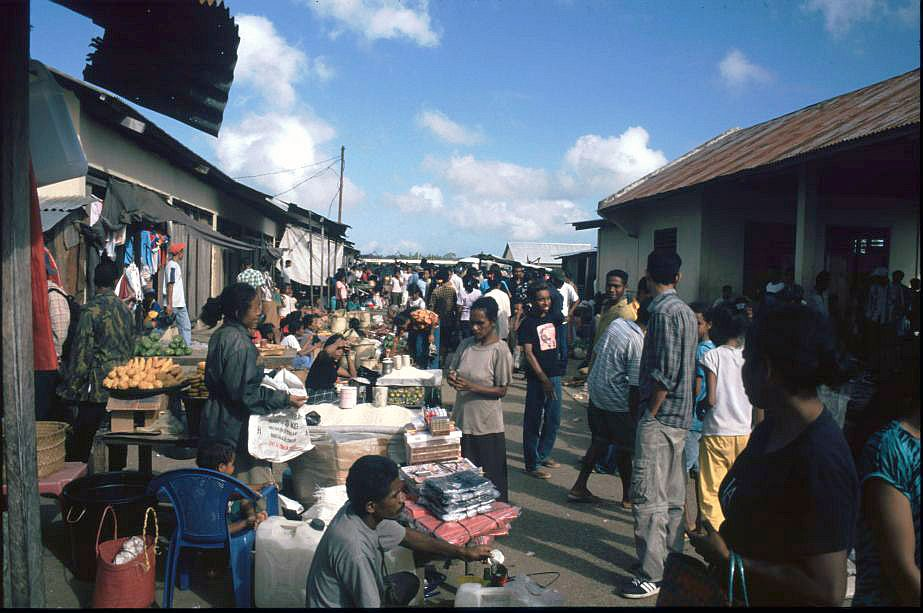
Markt zwischen Fuiloro und Lospalos in Kural

Die ebene sowie leicht hügelige Landschaft eignet sich gut zum Anbau von Reis, Mais und anderem Getreide. 60 % der Haushalte in Lospalos bauen Mais an, 51 % Maniok, 48 % Kokosnüsse, 41 % Gemüse, 11 % Reis und 14 % Kaffee. Auch Viehhaltung ist hier üblich.